# I'll Be There for You
《I'll Be There for You》是一首由美国的流行摇滚二人组合“The Rembrandts”所录制的歌曲，因作为于1994年至2004年播出的美国情景喜剧《六人行》的主题曲而知名。歌曲也是组合的第三张录音室专辑《LP》中第一首发行的单曲。

## 歌曲信息
《I'll Be There for You》是由《六人行》的制片人大卫·克兰和玛尔塔·考夫曼，考夫曼的作曲家丈夫迈克尔·斯科夫，流行歌曲作家阿利·威利斯，以及“The Rembrandts”的两位成员菲尔·索利姆和丹尼·怀尔德合作编写。起初邀请了摇滚乐团“They Might Be Giants”和“R.E.M.”。歌曲深受披头士乐队的影响，尤其让人联想起《I Feel Fine》吉他前奏，也会让人联想到“頑童合唱團”乐队的歌曲《Pleasant Valley Sunday》。
原版的主题曲不到1分钟，后来被重新录制为一支3分钟的歌曲。起因是在纳什维尔节目主持人查理·奎恩和电台主持人汤姆·皮斯将原版歌曲循环加长并在WYHY电台播放后，歌曲变得大红大紫，以至于乐队必须要重新录制一个新的加长版本来打榜。乐队主唱菲尔·索利姆说“我们的唱片公司要求我们一定要完成整首歌曲的创作并录制成曲。我们不得不做好。”

## 音乐视频
在歌曲的MV中六位《六人行》的主演出场，演唱歌曲并随性起舞，并和乐队打闹嬉戏。这段视频最后被收录进了《六人行》DVD套装中。

## 曲目列表
欧版CD单曲曲目列表
1. “I'll Be There for You” - 3:09
2. “Fixin' to Blow” - 5:03
3. “Just the Way It Is Baby” - 4:06
4. “Snippets Medley” - 6:46

## 榜单成绩
在美国，歌曲在公告牌Hot 100 Airplay电台榜上夺冠8周。在1995年，歌曲作为单曲发行，在英国单曲榜上最高排到过第3，在美国告示牌百强单曲榜作为乐队歌曲《This House Is Not a Home》的B面上榜，最高排名17。歌曲也成为了美国公告牌當代成人單曲榜和40流行曲的冠军单曲。
在2004年4月，歌曲在《Blender》杂志评选的“50首最差歌曲”中排名第15。
最近，在2010年，美国在线电台的马修·威尔肯宁在评选的“有史以来最差的100首歌曲”中将这首歌曲排在了25位。

## 榜单
| 榜单（1995–1997）                            | 排名 |
| -------------------------------------------- | ---- |
| （唱片业协会榜）                             | 3    |
| 比利时（Ultratop佛兰德斯50强榜单）           | 10   |
| 加拿大（RPM榜单）                            | 1    |
| 荷蘭（百强热门单曲）                         | 20   |
| 法國（SNEP）                                 | 25   |
| 德国（媒体控制AG榜）                         | 77   |
| 爱尔兰（IRMA）                               | 5    |
| 新西兰（新西兰唱片音乐协会单曲榜）           | 3    |
| 挪威（世道單曲榜）                           | 5    |
| 瑞典（瑞典最熱榜）                           | 34   |
| 英國（官方榜单公司單曲榜）                   | 3    |
| U.S. Billboard Hot 100                       | 17   |
| U.S. Billboard Hot 100 Airplay               | 1    |
| U.S. Billboard Hot Adult Contemporary Tracks | 1    |
| U.S. Billboard Hot Adult Top 40 Tracks       | 7    |
| U.S. Billboard Hot Modern Rock Tracks        | 23   |
| U.S. Billboard Top 40 Mainstream             | 1    |

## 歌曲收录
《I'll Be There for You》被收录到以下的专辑中：
- 《Friends: Music From The TV Series》（1994） - 作为《老友记》的片头曲
- 《Serial TV: Les Plus Grands Hits Des Séries TV》
- 《Happy Songs》
- 《Billboard Top Hits: 1995》 - 公告牌1995年CD选集